# На зарослих стежках
«На зарослих стежках» (норв. "På Gjengrodde Stier") — остання книга норвезького письменника Кнута Гамсуна, яку він написав у 1949 році. Автобіографічний твір, в основі якого лежать епізодичні спогади автора про судовий процес над ним, а також поодинокі спогади з його життя.

## Передісторія
Протягом усього періоду німецької окупації Норвегії Кнут Гамсун продовжував жити на батьківщині у своєму маєтку в Нергольмі, який він придбав у 1911 році. Попри свій похилий вік та глухоту письменник продовжував брати активну участь у політичному житті. Робив він це переважно за допомогою статей і листів, які друкувалися у національній пресі. У них Гамсун виступав з підтримкою політики Відкуна Квіслінга та його націоналістичної партії «Національна єдність» (нор. «Нашунал Самлінг»), які прийшли до влади після окупації Норвегії німецькими військами 1940 року. Хоча письменник не був членом партії, що було підтверджено судом, проте у судовому рішенні його звинуватили у підтримці та симпатії до «Національної єдності».

## Історія написання
Після завершення Другої світової війни норвезька влада звинуватила Кнута Гамсуна у колабораціонізмі. 26 травня 1945 року 86-літнього норвезького письменника було поміщено під домашній арешт. Саме з цього епізоду розпочинається «На зарослих стежках». Наступних два з половиною роки Гамсун утримувався у будинках для пристарілих у Ланнвіку та Гримстаді, а поміж тим проходив примусове лікування у психіатричній лікарні в Осло. Судове переслідування лауреата Нобелівської премії закінчилося 19 грудня 1947 року звинуваченням у співпраці з окупаційною владою. Опис епізодичних подій та переживань письменника тих років лягли в основу його останньої книги. «На зарослих стежках» вийшли друком у 1949 році, коли Гамсун повернувся до Нергольма, де проживав до самої смерті.
«На зарослих стежках» не має цілісної сюжетної лінії, містить фрагментарні епізодичні описи і по структурі близька до щоденника. Виклад має хронологічний порядок, в якій описані спогади автора починаючи з 26 жовтня 1945 року і закінчуючи 23 червня 1948 року. У книзі мало конкретики і фактів, проте вона наповнена емоційними переживаннями й роздумами Гамсуна про перебіг судової справу над ним. Автор не відмовляється від своїх симпатій до Квіслінга та Німеччини, не визнає своєї провини у його причетності до злочинів окупаційної влади, що зумовлено нестачею інформації про політику нацистів та іронізує над постійним затягуванням судового розгляду його справи. «На зарослих стежках» чудово передає емоційні переживання всесвітньо відомого письменника та лауреата Нобелівської премії 1920 року Кнута Гамсуна, який на схилі літ став об'єктом державного переслідування і національного приниження.

## Переклади українською
- Гамсун К. На зарослих стежках / К. Гамсун; пер. з нор. Г. Кирпи. — К.: Видавництво Жупанського, 2013. — 160 с. (Лауреати Нобелівської премії)